# 張大年
張大年（1612年9月28日—1653年），字鶴館，號椿齡，山東萊州府膠州人，明末政治人物。

## 生平
崇禎九年（1636年）中式丙子科山東鄉試第七十名舉人，崇禎十六年癸未科會試禮記房，中式第293名，殿試三甲300名，吏部觀政，崇祯十七年（1644年）任松江府華亭縣知縣。清順治二年（1645年），清軍破南京，派土国宝任江南抚军都御史，传檄苏、常一帶。松江府姚士序、上邑知县彭长宜均挂印离去，唯有張大年舉城投降。後歸鄉。
順治十年（1653年），膠州鎮總兵海時行兵變，劫掠膠州，張大年遇害。

## 家庭
- 父：張詔，字太白，州秀才，誥封文林郎。
- 母：藍氏
- 弟：張喬年
- 妻：高氏、繼妻胡氏，俱封孺人，有子五人:張錢、張篆、張篩、張鋮、張籟[3]。